# Udaan
Udaan  är en indiska TV-serie som sändes på Colors TV från 18 augusti 2014.

## Rollista (i urval)
- Meera Deosthale - Chakor Suraj Rajvanshi
- Vijayendra Kumeria - Suraj Kamalnarayan Rajvanshi
- Paras Arora - Vivaan Manohar Rajvanshi
- Vidhi Pandya - Imli Vivaan Rajvanshi
- Sai Deodhar - Kasturi Bhuvan Lal
- Prachee Pathak - Tejaswini Kamalnarayan Rajvanshi
- Ginny Virdi - Ranjana Kamalnarayan Rajvanshi/Ranjana Manohar Rajvanshi
- Rajiv Kumar - Bhuvan Lal
- Prakash Ramchandani - Laakhan